# 旭電気
旭電気株式会社（あさひでんき、英: ASAHI DENKI CO.,LTD.）は三重県四日市市で制御盤・配電盤・コイル・モータなどの設計・製造を行っている会社である。 
現在は四日市市上海老町に本社工場、三重郡菰野町に菰野第一～第六工場を構えている。 主に本社工場で制御盤・配電盤の設計・製造と電気器具の特殊試験を行い、菰野工場でコイル・モータの製造、制御盤・配電盤の設計・製造を行っている。
2011年からは菰野第三工場でCNC旋盤、横形マシニングセンタ、CNC円筒研削盤などの工作機械を導入し、工作機械の各種部品や、アルミハウジング加工など機械加工事業を開始した。
2016年からは新設した菰野第六工場で、パンチ・レーザ複合機、ベンディングマシン、MAG溶接機、TIG溶接機、抵抗溶接機を導入し、板金加工事業も開始している。